# Vicente Peris
Vicent Peris, (Segorbe, 1478-Valencia, 1522) fue capitán general del ejército agermanado, durante la revuelta de las Germanías en el Reino de Valencia.
El velluter ('terciopelero') Vicente Peris fue el líder radical de la revuelta que sustituyó al moderado Juan Llorens. 
Obtiene un gran éxito militar el 23 de julio de 1521 al derrotar en la batalla de Gandía al virrey Diego Hurtado de Mendoza y sus caballeros.
El movimiento perdió unidad y la noche del 18 de febrero de 1522, en una desesperada aventura con el fin de reavivar la revuelta, Vicente Peris se introduce en Valencia, instalándose en su propia casa y congregando a sus partidarios, lo que desembocó en un duro combate durante toda esa noche por las calles de Valencia, hasta que un grupo de soldados consiguió incendiar su casa. Vicente Peris se entregó al capitán Diego Ladrón de Guevara. El 3 de marzo de 1522 entran definitivamente las tropas reales en Valencia, realizándose la ejecución de Vicente Peris y sus más directos colaboradores.